# 法兰克福犹太巷
50°6′49″N 8°41′13″E / 50.11361°N 8.68694°E

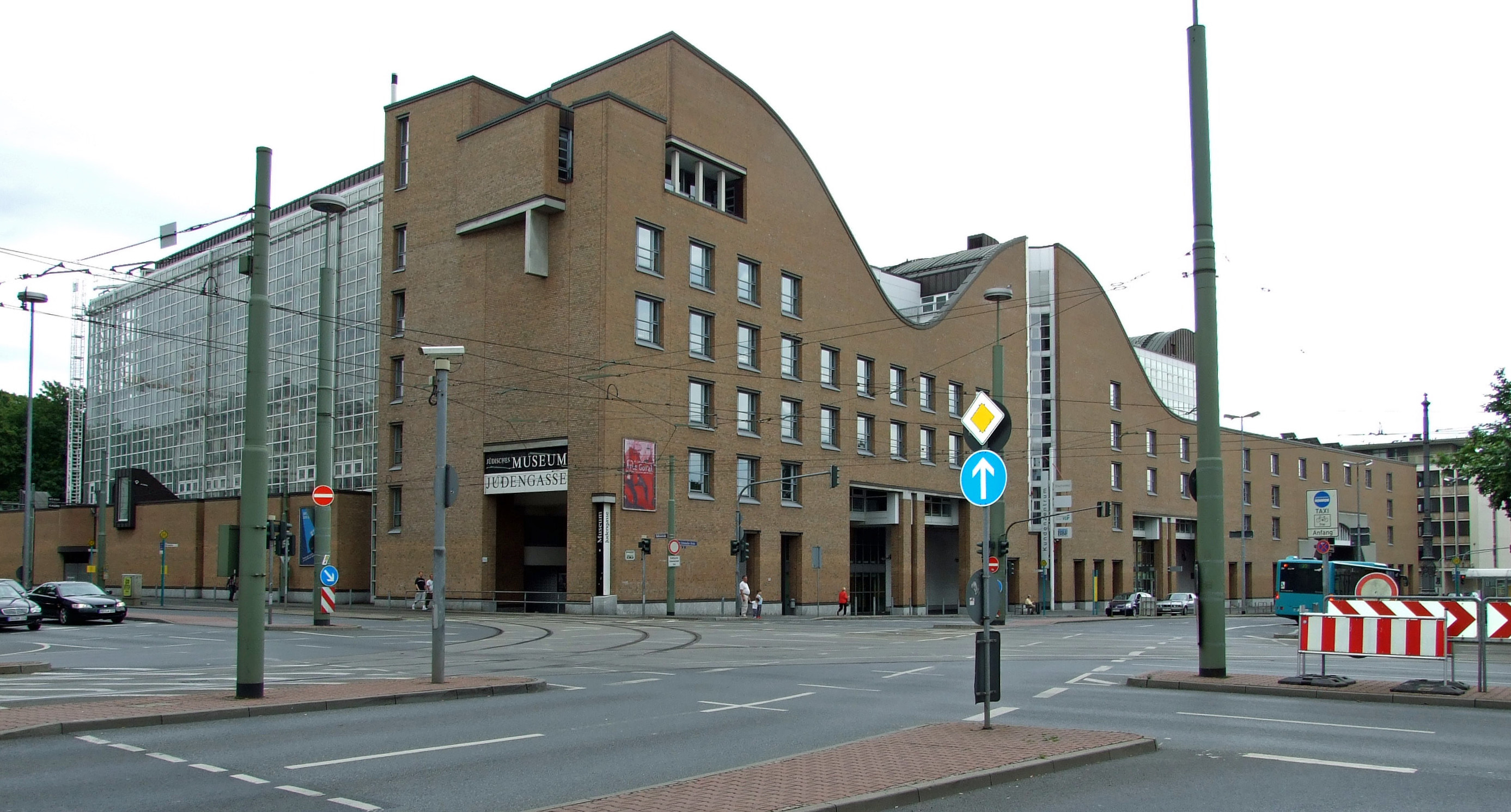
犹太巷博物馆

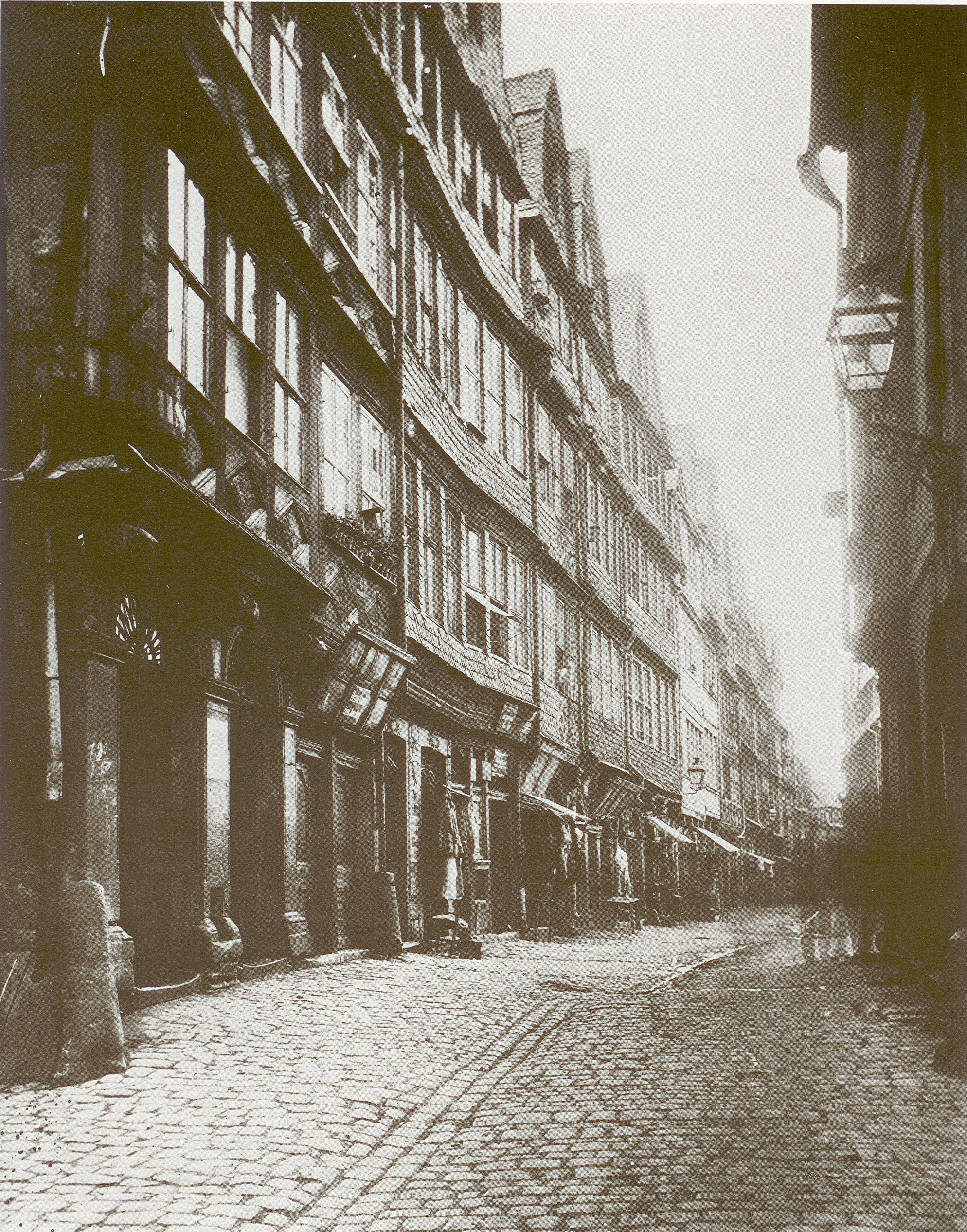
1868年的法兰克福犹太巷

法兰克福犹太巷（德语：Frankfurter Judengasse）是德国和法兰克福最早的犹太隔都之一。它存在于1462年到1811年，是近代早期德国最大的犹太社区。
在19世纪末，犹太巷的大部分建筑物都被拆除。该地区在二战期间遭受严重破坏，在当今法兰克福的城市景观中没有留下犹太隔都的明显迹象。战后，该地区曾用作停车场，加油站和花卉批发市场。1977年，在建造行政建筑群期间发现原犹太巷19座建筑的基础。关于应该如何处理这些遗址，引发了公众讨论。最后，其中五座被保留下来，作为“犹太巷博物馆”，整合进新建筑内。

## 历史

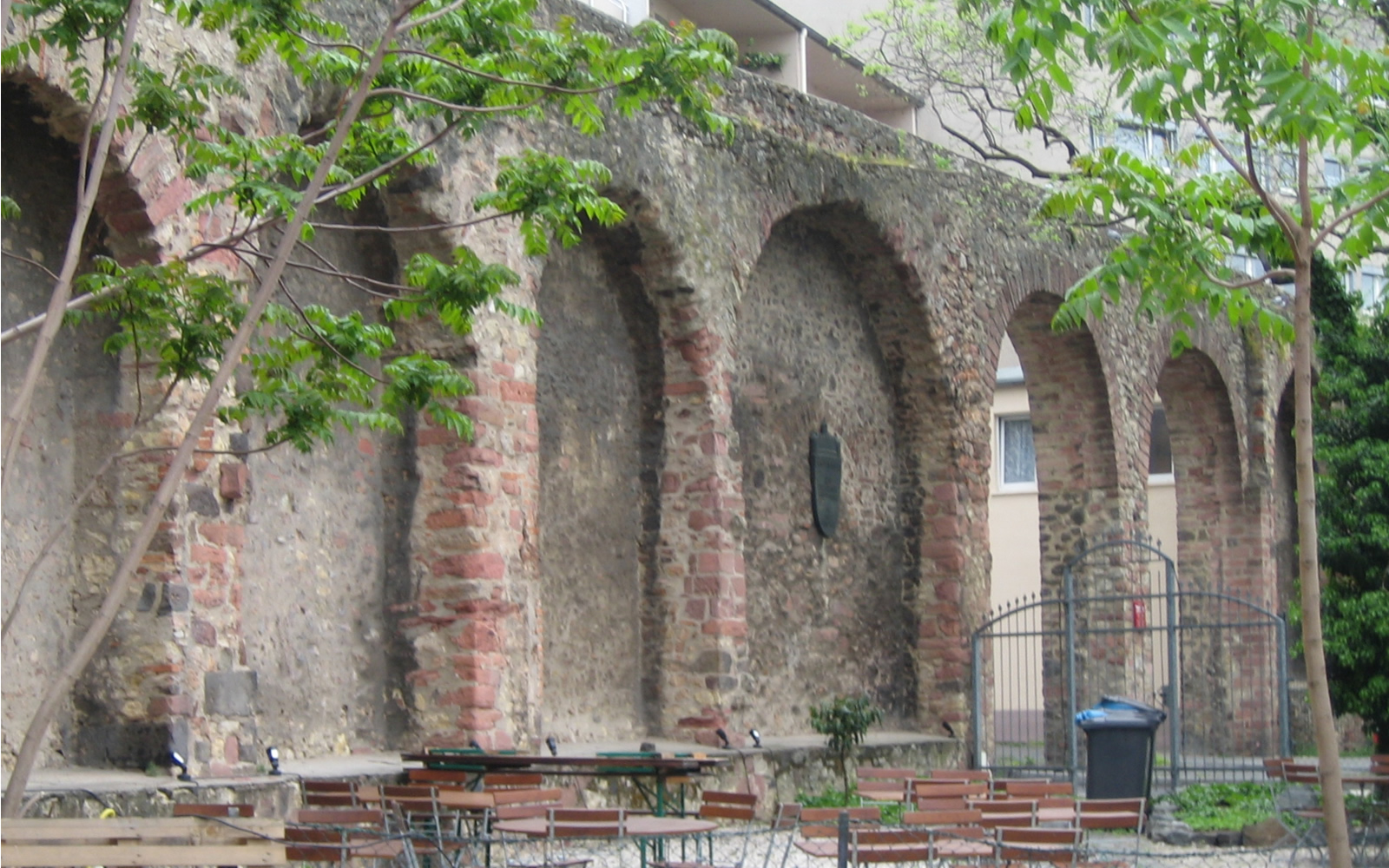

犹太巷位于中世纪城墙以东，长330米，宽3-4米，周围有3个城门，在夜间、星期日以及基督教节日关闭。由于道路狭窄，犹太巷在18世纪曾三次毁于火灾（1711年、1721年和1796年）。
1462年，腓特烈三世下令，将犹太人强行从法兰克福城内迁入隔都。最初，约有15个家庭，110人住在法兰克福犹太巷。到16世纪，居民人数上升到3000人以上，居住在195栋房屋中。这个隔都是欧洲人口密度最高的地区之一，当时的文献将其描述为狭窄、压抑和肮脏的。

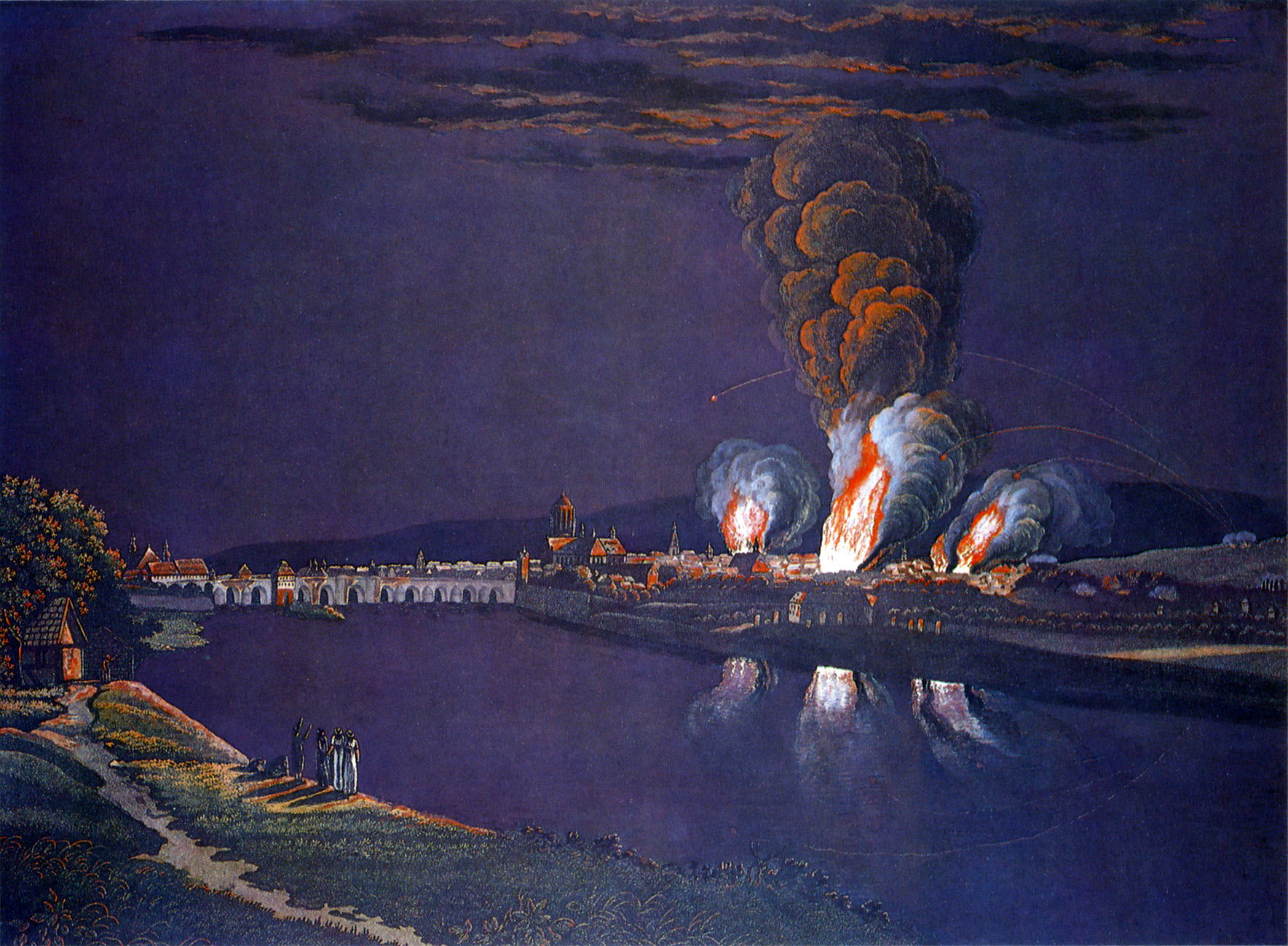
犹太巷的末日，1796年7月13-14日

法兰克福是欧洲最后一个允许犹太人离开贫民窟的城市之一。但是，法国与奥、普、英国之间的战争，给犹太人带来了自由。1796年7月12-14日，法国革命军队围攻法兰克福，炮轰驻扎在此的奥地利驻军，对整个城市造成大面积的破坏。犹太巷的北段也被击中，开始焚烧，摧毁了大约三分之一的房屋。奥地利驻军被迫投降。轰炸导致废除隔都事实上被取消。

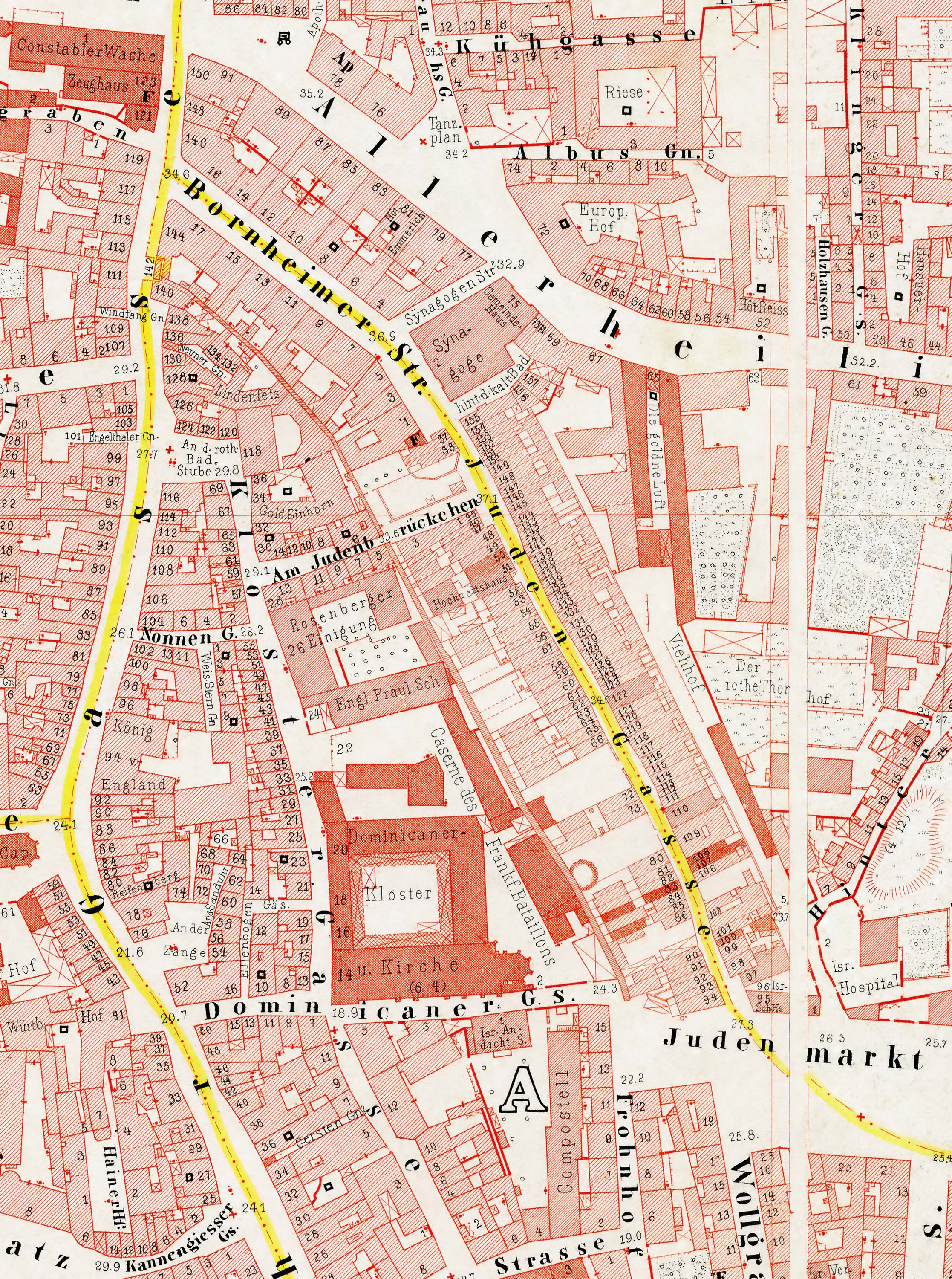

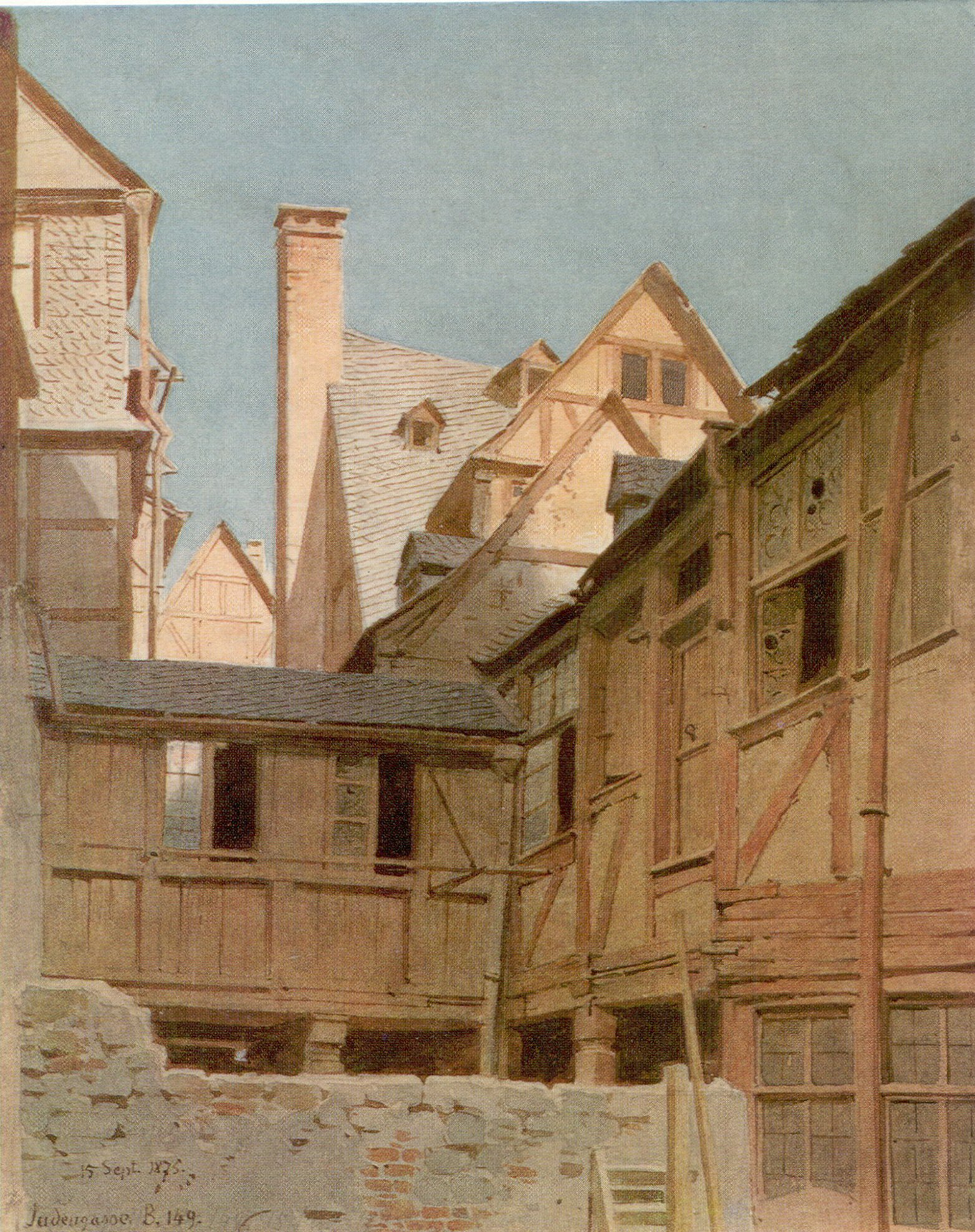

1806年，法国任命的法兰克福大公卡尔冯达尔伯格宣布，所有宗教信仰拥有平等权利，并于1811年取消了必须住在隔都的要求，并废除了所有对犹太人的特殊税收。但是，犹太社群不得不一次性支付44万莱茵盾。

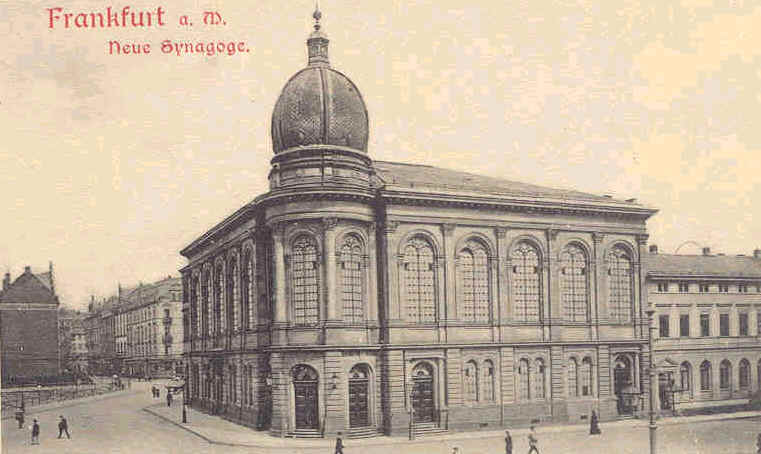

1864年，法兰克福成为继巴登大公国之后，第二个取消了对公民权利的所有限制，并赋予犹太人公民平等权利的德国城市。
由于犹太巷拥挤肮脏，大多数犹太人在19世纪离开了，搬到邻近的东区（Ostend）。犹太人搬出犹太巷之后，法兰克福的穷人搬进来了。虽然风景如画的街景吸引了游客和画家，但市政当局计划要重新开发该区。1874年，街道西侧的建筑被夷为平地。1884年，街道东侧几乎所有的房屋也被拆除。剩余的几栋建筑物只有148号的罗斯柴尔德家族住宅，当时已改为博物馆。重建之后，犹太巷以著名居民路德维希·伯尔内重新命名为伯尔内街（Börnestraße），犹太市场（Judenmarkt）也更名为伯尔内广场（Börneplatz）。

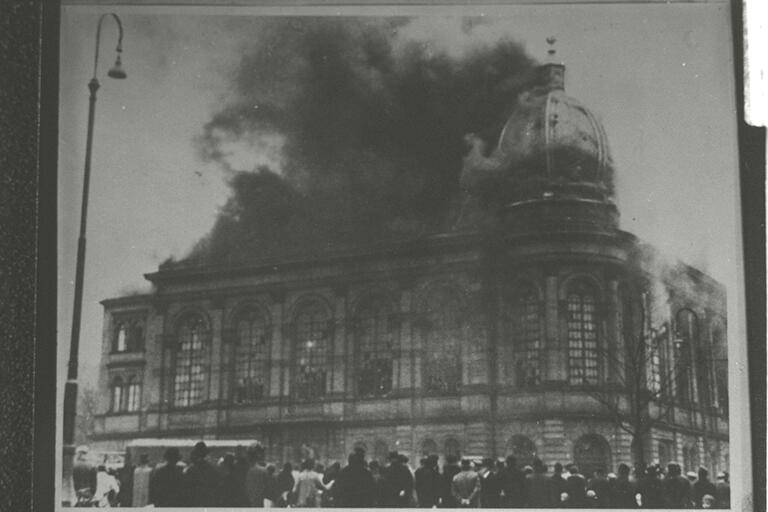

1854年，犹太人社区拆除了旧犹太会堂（建于1711年），在1859年至1860年间建造新犹太会堂，成为当地犹太教改革派的中心。犹太教正统派也有自己的犹太会堂--伯尔内广场犹太会堂，建于1882年。两座犹太会堂都在1938年水晶之夜被纳粹拆除。
1933年纳粹上台以后，伯尔内街更名为Großer Wollgraben，伯尔内广场以其西侧的多明我会修道院更名为多明我会广场（Dominikanerplatz）。纳粹统治期间，法兰克福几乎所有的犹太人均被强制送入东方的集中营，原犹太巷地区也在盟军轰炸时彻底被摧毁。

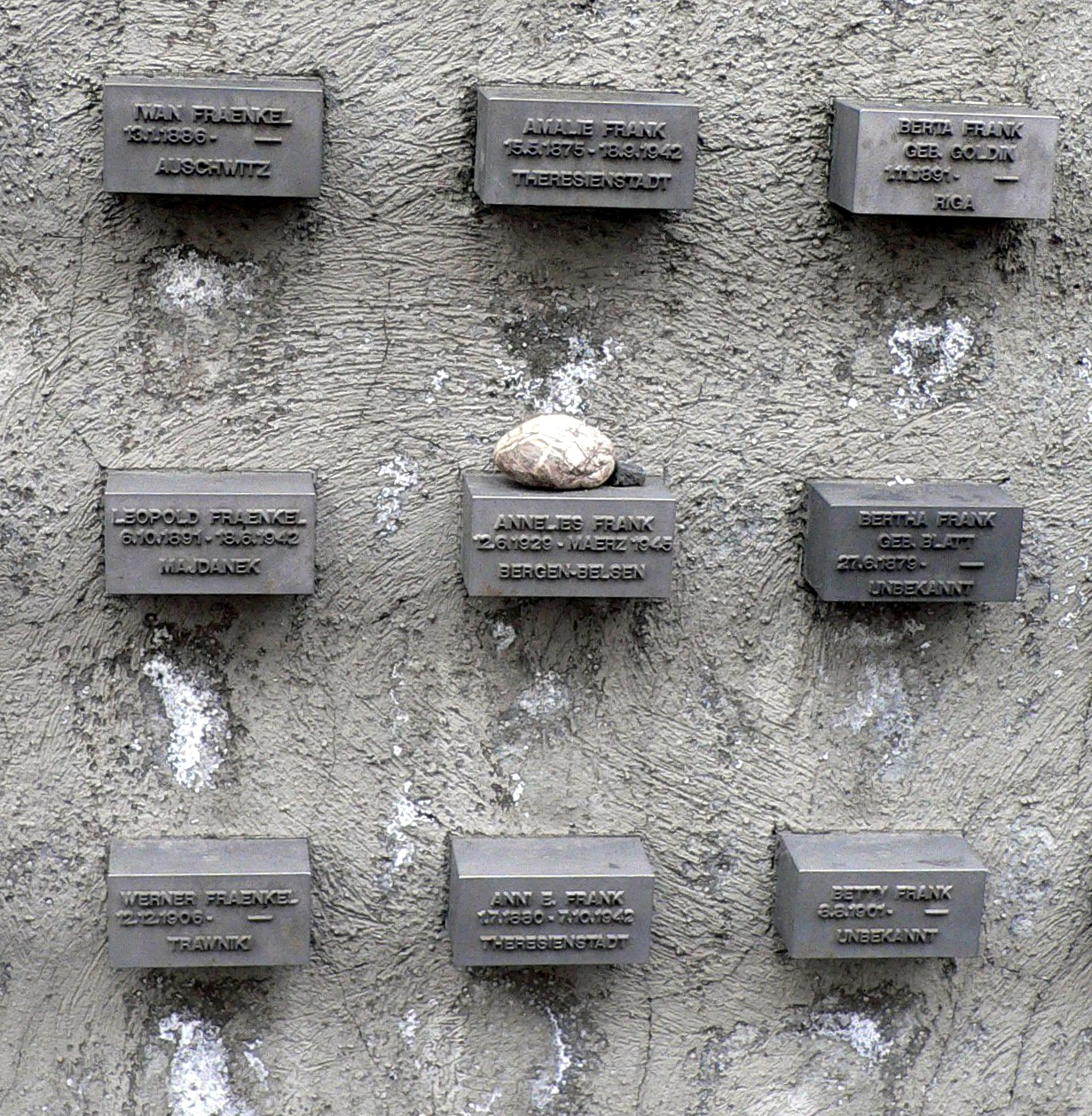

第二次世界大战结束后，该地区完全被铲平。从1952年到1955年，修建了庫爾特·舒馬赫大街（Kurt-Schumacher-Straße）和柏林大街（BerlinerStraße）。伯尔内广场（1978年恢复原名）成为花卉批发市场（德国：Blumengroßmarkthalle，1970年代消失）的所在地。伯尔内街没有重建，这使得识别犹太巷几乎是不可能的。
1980年代，在建造市公用事业局新大楼的过程中，发现了几座犹太房屋的基础。对于这些犹太文化残余的未来，进行了全国性的辩论。1992年，犹太巷博物馆在办公大楼开放，包括这些基础以及在建筑中发现的一些文物。该博物馆是法兰克福犹太博物馆的分馆。在博物馆附近的“新伯尔内广场”（德语：Neuer Börneplatz），在人行道上标出了被毁的伯尔内广场犹太会堂的部分轮廓。

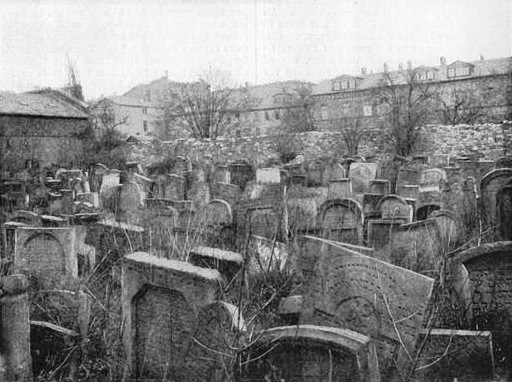
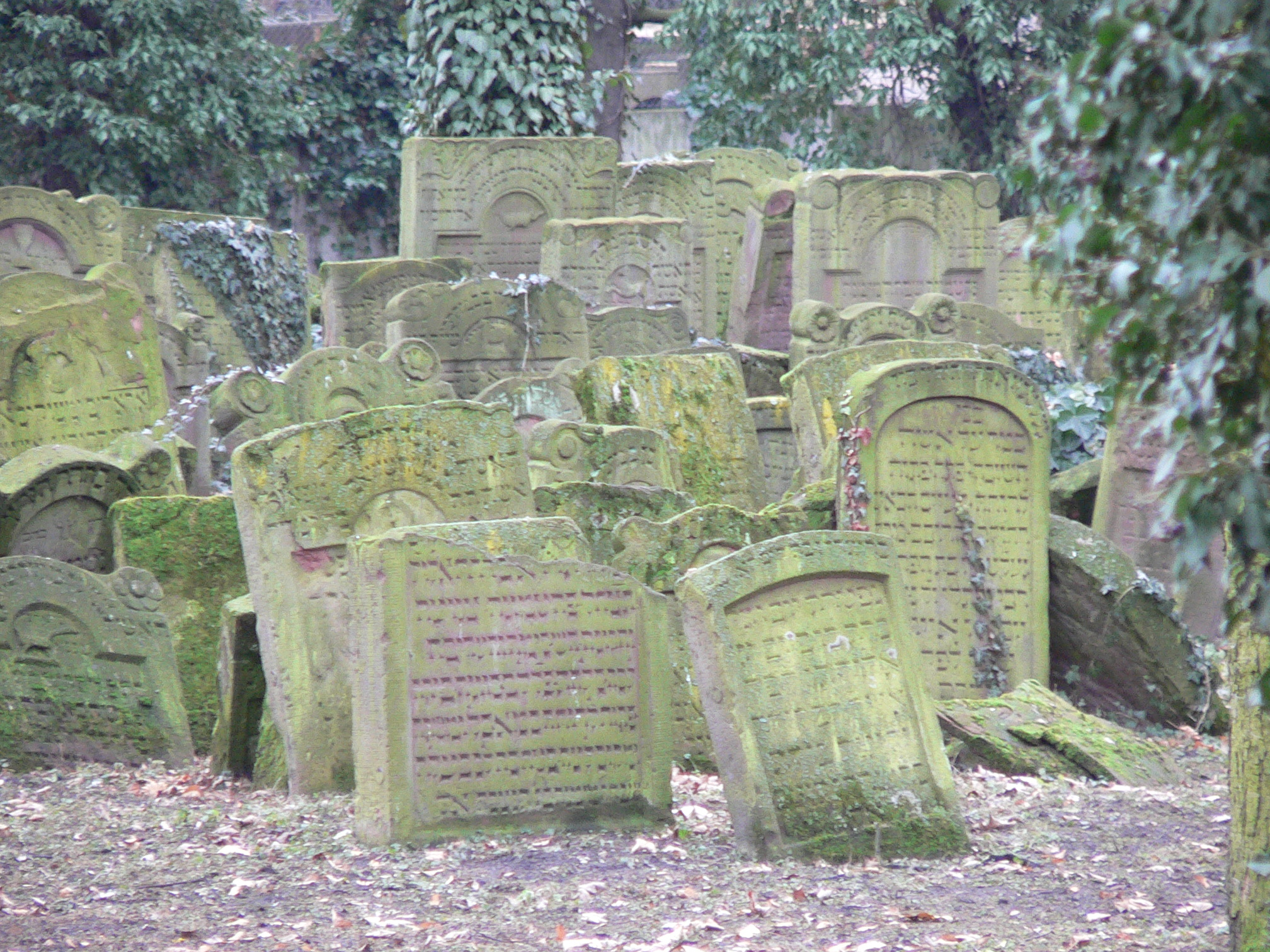
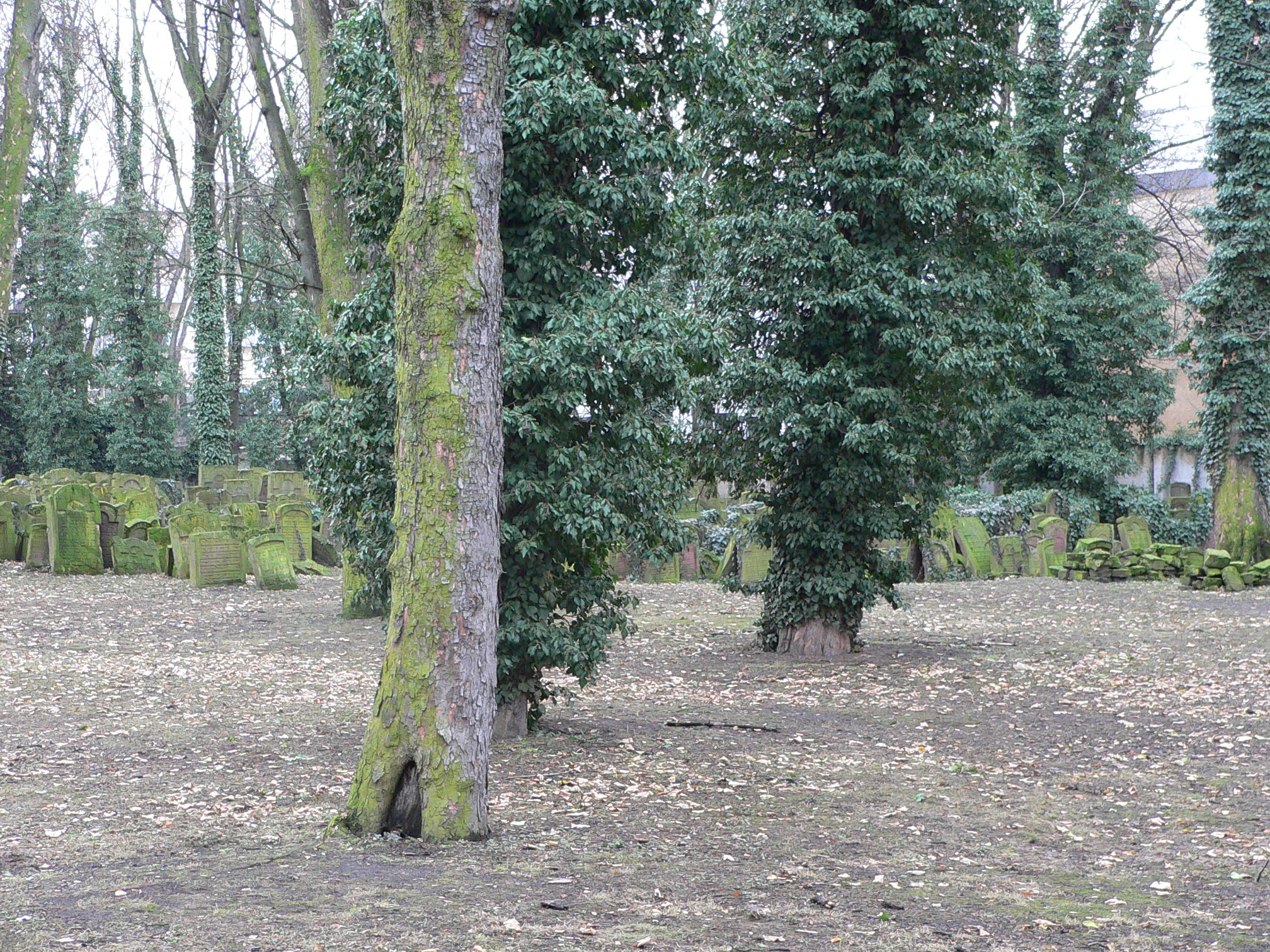